# Njongo Priso
Njongo Lobe Priso Doding (Yaoundé, 24 dicembre 1988) è un ex calciatore camerunese, di ruolo attaccante.

## Caratteristiche tecniche
Gioca come ala destra.

## Carriera
Nella stagione 2007-2008 gioca nella massima serie maltese con lo Msida Saint-Joseph; successivamente nell'estate del 2008 si trasferisce al Valletta, con la cui maglia nel corso della stagione 2008-2009 segna 2 gol in 3 partite in Coppa di Malta e 14 gol in 24 partite nel campionato maltese, vincendo inoltre anche la Supercoppa di Malta. Viene riconfermato per la stagione 2009-2010, durante la quale fa il suo esordio nelle coppe europee segnando 2 reti in 3 presenze nei turni preliminari di Europa League. Nel corso della stagione gioca inoltre 3 partite in Coppa di Malta (competizione che si aggiudica per la prima volta in carriera) e 24 partite nel campionato maltese, nel corso del quale realizza 8 reti.
Nell'estate del 2010 dopo tre stagioni a Malta va a giocare in prestito a Cipro nell'AEK Larnaca, con cui nel corso della stagione 2010-2011 segna 2 reti in 26 partite nel campionato cipriota; nella stagione 2011-2012 dopo essere stato acquistato a titolo definitivo segna invece un gol in 3 partite nei preliminari di Europa League e un gol in 7 partite nella competizione vera e propria, nel corso della quale l'AEK viene eliminato al termine della fase a gironi. Gioca inoltre altre 14 partite nel campionato cipriota. A gennaio del 2012 viene ceduto a titolo definitivo ai bulgari del CSKA Sofia, con cui termina la stagione 2011-2012 segnando 3 reti in 11 presenze nella massima serie bulgara, che la sua squadra conclude al secondo posto in classifica. Rimane al CSKA anche per l'intera stagione 2012-2013, nella quale oltre a giocare 2 partite nei turni preliminari di Europa League e 2 partite in Coppa di Bulgaria gioca anche 22 partite nel campionato bulgaro, segnandovi una rete.
Nell'estate del 2013 lascia la Bulgaria e va a giocare in Romania al Petrolul Ploiesti, con cui dopo aver segnato un gol in 2 presenze nei preliminari di Europa League ed aver perso la Supercoppa di Romania, gioca 2 partite in Coppa di Romania e 26 partite nella massima serie rumena, nella quale realizza anche 2 gol. Viene riconfermato per la stagione 2014-2015, nella quale segna un gol in 3 presenze nei preliminari di Europa League e gioca una partita in Coppa di Lega, 2 partite in Coppa di Romania ed 11 partite nel campionato rumeno; nel gennaio del 2015 viene ceduto agli ungheresi del Gyori ETO, con cui termina l'annata giocando 6 partite senza mai segnare nella massima serie ungherese. Nel luglio del 2015 torna dopo cinque anni a Malta, nuovamente nel Valletta; con la formazione della capitale maltese inizia la stagione giocando una partita in Coppa di Malta, per poi mettere a segno 8 gol in 13 incontri di campionato. Nel gennaio del 2016 viene ceduto agli Sliema Wanderers, altra formazione del campionato maltese, con cui gioca altre 2 partite in coppa (vincendola per la seconda volta in carriera) oltre a segnare 2 reti in 9 incontri di campionato. Nel luglio del 2016 si accasa al Mosta, altra formazione della prima divisione maltese.

## Palmarès

### Club

#### Competizioni nazionali
- Coppa di Malta: 2

Valletta: 2009-2010
Sliema Wanderers: 2015-2016
- Supercoppa di Malta: 1

Valletta: 2008